# 걸스데이
걸스데이는 소진, 유라, 민아, 혜리로 구성된 대한민국의 4인조 걸 그룹이다. 걸스데이는 5인조 그룹으로 시작했고, 초기멤버는 소진, 지해, 지선, 지인, 민아였다.
2010년 7월 데뷔 앨범 《Girl's Day Party #1》을 발매해 타이틀곡 〈갸우뚱〉으로 데뷔했고, 같은 해 디지털 싱글 〈나 어때〉와 〈잘해줘봐야〉로 활동했다. 2011년 발매한 디지털 싱글 《Girl's Day Party #3》의 타이틀곡 〈반짝반짝〉으로 대중적 인기를 얻기 시작했다. 그 후 EP 앨범 《Everyday》와 《Everyday II》를 발매했다.
2013년에는 첫 정규 앨범 《기대》를 발매해 〈기대해〉와 〈여자 대통령〉으로 활동하며 처음으로 가요 프로그램 1위에 올랐고, 2014년에는 세 번째 EP 앨범 《Everyday III》의 타이틀곡 〈Something〉과 네 번째 EP 앨범 《Everyday IV》의 타이틀곡 〈Darling〉으로 연이어 큰 인기를 얻으며 정상에 올랐다. 2015년 7월 정규 2집 앨범 《LOVE》의 타이틀곡 〈링마벨〉로 활동했다.
2017년 3월 27일 다섯 번째 미니 앨범 《GIRL`S DAY EVERYDAY #5》를 발매했다.

## 활동

### 2010년~2011년: 데뷔 및Everyday
걸스데이는 초기에 소진, 우지해, 지선, 지인, 민아로 이루어진 5인조 걸 그룹으로 결성되었다. 2010년 6월 18일 걸스데이의 홍대 댄스영상이 공개되었는데, 이 영상은 유튜브와 트위터를 통해 빠르게 퍼져나갔다. 6월 28일부터는 구성원들이 차례로 공개되었고, 7월 7일 데뷔 곡 〈갸우뚱〉의 뮤직비디오가 공개되었다. 이후 7월 9일 데뷔 음반 《Girl's Day Party #1》의 발매와 동시에 KBS 《뮤직뱅크》에서 데뷔 무대를 가졌다. 그러나 각설이를 연상시키는 난해한 컨셉과 무대에서의 과한 표정과 동작, 그리고 다소 기대에 못미치는 가창력으로 논란에 휩싸였다. 하지만 그 이후의 무대에서는 비교적 나아진 모습을 보여 주며 논란을 잠재웠다. 7월 22일에는 첫 번째 디지털 싱글이자 여름 싱글 〈나 어때〉를 발매해 8월부터 후속곡으로 활동했다. 7월 25일부터는 MBC 예능 프로그램 《청춘 버라이어티 꽃다발》에 고정 출연하며 인지도를 쌓았다.

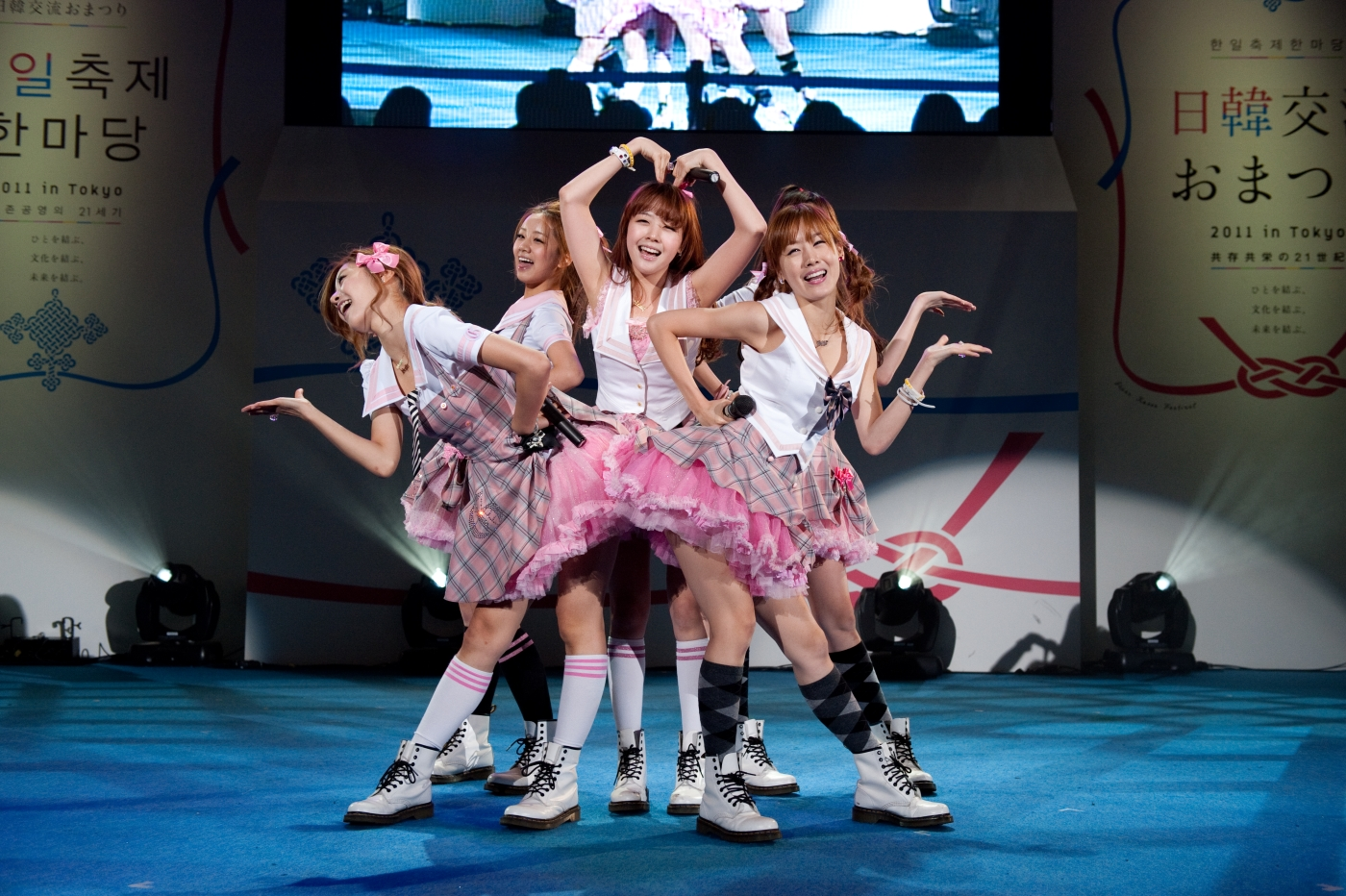
2011년 10월 2일 도쿄에서 진행하는 '한·일축제한마당'의 걸스데이.

그러던 중 9월 12일 드림티 엔터테인먼트는 공식 트위터를 통해 지선과 지인 탈퇴 소식을 발표하고 9월 16일에는 새 멤버로 합류한 유라와 혜리를 공개했다. 멤버 교체 후 10월 25일과 28일 두 번째 싱글 《Girl's Day Party #2》의 타이틀곡 〈잘해줘봐야〉의 티저와 뮤직비디오가 공개되었고, 10월 29일 두 번째 싱글 음반 "Girl's Day Party #2"가 발매되었다. 〈잘해줘봐야〉는 브리트니 스피어스의 〈Everytime〉의 작곡가 아넷 아타니(Annet Artani)가 작곡하였다. 걸스데이는 11월 5일 《뮤직뱅크》에서 컴백무대를 가졌고, 평균 이상의 가창력과 퍼포먼스로 호평을 받았으며 멤버 교체 또한 성공적이라는 평가를 받았다. 2011년 2월 4일에는 엠넷 재팬의 《일본 시청자 대감사제》에 대한민국 걸 그룹 최초로 출연했다.
2011년 3월 18일 걸스데이는 세 번째 디지털 싱글 《Girl's Day Party #3》을 발매했다. 앞서 3월 16일 데뷔 후 첫 쇼케이스를 열어 타이틀곡 〈반짝반짝〉을 공개했다. 〈반짝반짝〉은 나미의 〈빙글빙글〉을 모티브로 한 곡으로 걸스데이는 귀엽고 발랄한 이미지를 내세웠으며, 사랑에 빠진 소녀의 모습을 표현한 노랫말과 귀여운 콘셉트로 대중들에게 걸스데이라는 이름을 알렸다. 또한 이 곡은 걸스데이가 데뷔 후 처음으로 음원차트에서 1위에 올랐고, 가온 디지털 차트와 《뮤직뱅크》에서는 최고 5위에 오르며 인기를 끌었다. 걸스데이는 5월 15일 SBS 《인기가요》에서 활동을 마무리하였다. 걸스데이는 이 활동으로 본격적으로 이름을 알리기 시작했고 가온 차트 K-POP 어워드에서 올해의 발견상을 수상했다.
걸스데이는 7월 7일 첫 EP 음반 《Everyday》를 발매했다. 타이틀곡은 〈한번만 안아줘〉로 걸스데이는 이전과 다른 청순한 모습을 선보였다. 같은 날에는 제주도 배경의 뮤직비디오도 함께 공개되었는데, 총 10가지 버전으로 제작된 게임 버전 뮤직비디오는 '미소녀 연애 시뮬레이션' 게임을 연상시켜 남성팬들에게 화제를 모았다. 〈한번만 안아줘〉는 공개 후 음원차트 10위권에 진입했고 가온 디지털 차트 15위까지 올랐다. 8월 6일에 굿바이 무대를 끝으로 활동을 종료했다. 9월 2일에는 팬들을 위한 네번째 싱글 《Girl's Day Party #4》를 발매했으며, 타이틀 곡 〈너, 한눈 팔지마〉는 《뮤직뱅크》에서 최고 순위 20위에 올랐다.

### 2012년~2013년:Everyday II와 기대해

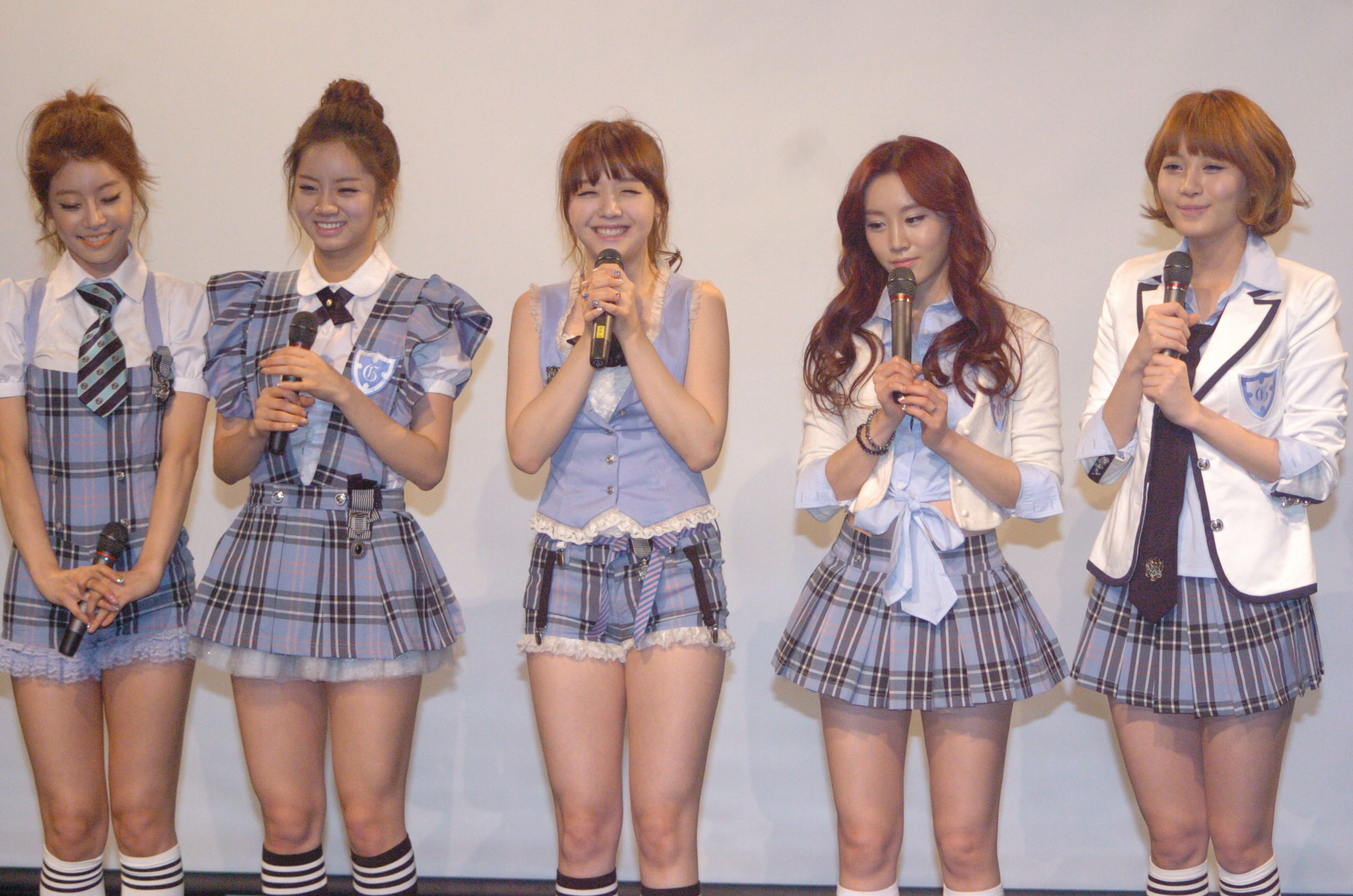
2012년의 걸스데이

2012년 4월 18일 걸스데이는 두 번째 미니 앨범 《Everyday II》를 발매했다. 타이틀곡은 〈Oh my god〉은 《뮤직뱅크》에서 최고 순위 15위에 올라 걸스데이의 상승세에는 약간 주춤하는 아쉬운 성적을 거뒀다. 10월 17일 드림티엔터테인먼트는 지해가 개인 사정으로 탈퇴한다고 밝혀, 걸스데이는 4인조로 재정비되었다.
2012년 10월 26일 발매한 《Girl's Day Party #5》의 타이틀곡 〈나를 잊지마요〉는 성숙된 분위기로 새로운 변화를 시도했다. 특히 몽환적인 디지털 사운드와 강렬한 사이드체인 리듬 위에 아날로그적인 멜로디와 가사가 덧입혀져 첫사랑의 아련함을 더욱 짙게 자극한다. 걸스데이는 ‘나를 잊지마요’ 로 뮤직뱅크에서 최고 순위 16위에 올랐다. 2013년 2월 21일, 걸스데이는 화이트데이를 기념하여 선공개 디지털 싱글 《whiteday》를 발매했다.

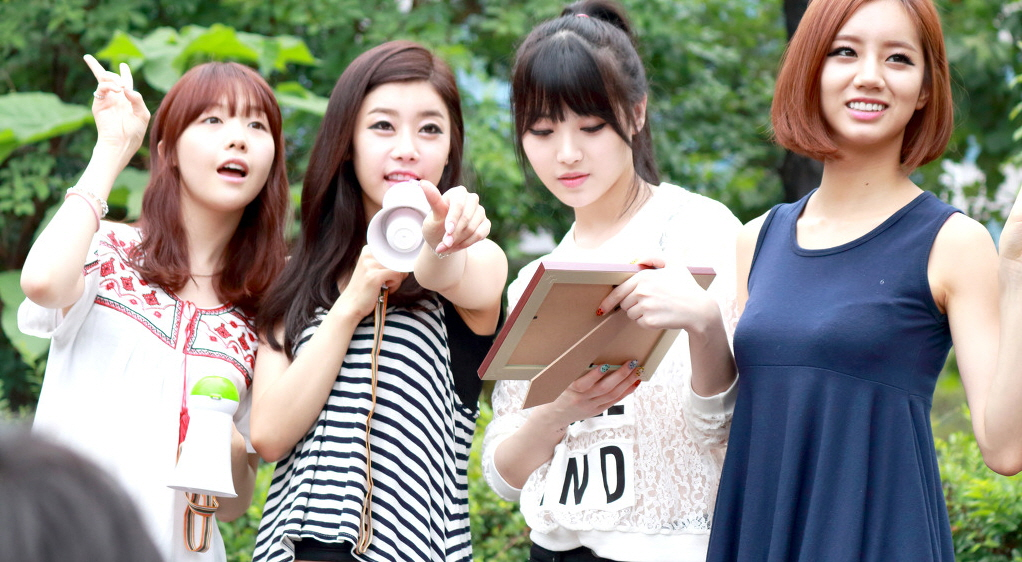
2013년 7월 7일 팬미팅에서 걸스데이

2013년 3월 14일, 걸스데이는 화이트데이에 맞춰 데뷔 2년 8개월 만에 첫 정규 앨범 《기대》를 발매하고, 지금까지와는 전혀 다른 섹시 컨셉의 타이틀 곡 〈기대해〉로 활동하였다. 걸스데이의 첫 정규 앨범 《기대》는 〈반짝반짝〉, 〈한번만 안아줘〉, 〈나를 잊지마요〉 등 그동안 걸스데이의 히트곡들을 탄생시킨 작곡가 남기상이 총 프로듀서를 맡았으며 자작곡을 포함, 신곡 6곡과 기존 타이틀곡 6곡 등 총 14곡이 수록됐다. 창작 실력을 인정받은 소진이 이번 첫 정규앨범에도 직접 작사, 작곡한 〈Girl's day world〉가 포함되었다. 걸스데이는 〈기대해〉로 다시 사람들의 주목을 받았고, 대중적 인기가 상승했다. 또한 멜빵이 달린 의상을 이용한 '멜빵춤'은 숱한 패러디와 이목을 끌며 걸스데이를 섹시의 아이콘으로 만들었다. 음원에서의 성과도 다시 상위권의 성적을 기록하며 상승세의 발판이 되었다. 멜론에서 발매 첫날 실시간 차트에서 4위라는 성적을 거두었고, 주간 차트에서는 14위라는 데뷔 이후 최고의 성적을 거두며 선풍적인 인기를 끌었다. 《뮤직뱅크》에서는 최고 순위 4위, 《인기가요》에서는 1위 후보에 올랐다. 걸스데이는 4월 26일 《뮤직뱅크》에서 정규 1집 《기대》의 활동을 종료하였다.
걸스데이는 2013년 6월 21일에 첫 번째 리패키지 앨범 《여자 대통령》의 뮤직비디오 티저를 공개했고, 6월 24일 정식 뮤직비디오를 공개했다. 〈여자 대통령〉은 언제까지 남자가 고백해주기만을 기다리는 연약한 여자보다 스스로 원하는 사랑을 얻기 위해 먼저 다가가는 당돌함과 용기 있는 여자가 되자는 노랫말이 인상적인 곡으로 가슴을 휘어잡는 멜로디와 절로 리듬을 타게 만드는 랩이 조화된다. 이 곡에서 걸스데이는 군인들의 거수경례를 연상시키는 안무를 선보였고, 강한 여전사로 변신했다. 〈여자 대통령〉은 《뮤직뱅크》에서 최고 순위 7위에 올랐고, 《음악중심》에서 2위에 올랐으며, 각종 음원사이트에서 일간차트 1위를 휩쓸었다. 멜론에서는 실시간 차트에서 2위라는 성적을 거두었고, 주간 차트 8위에 올랐다. 걸스데이는 〈여자 대통령〉으로 《인기가요》에서 데뷔 후 첫 공중파 1위에 올랐다. 걸스데이는 7월 27일 《쇼! 음악 중심》에서 첫 리패키지 앨범 〈여자 대통령〉의 활동을 종료했고, 7월 28일 《인기가요》부터는 후속곡 〈말해줘요〉로 활동했다.

### 2014년~2015년:Everyday III,Everyday IV,LOVE

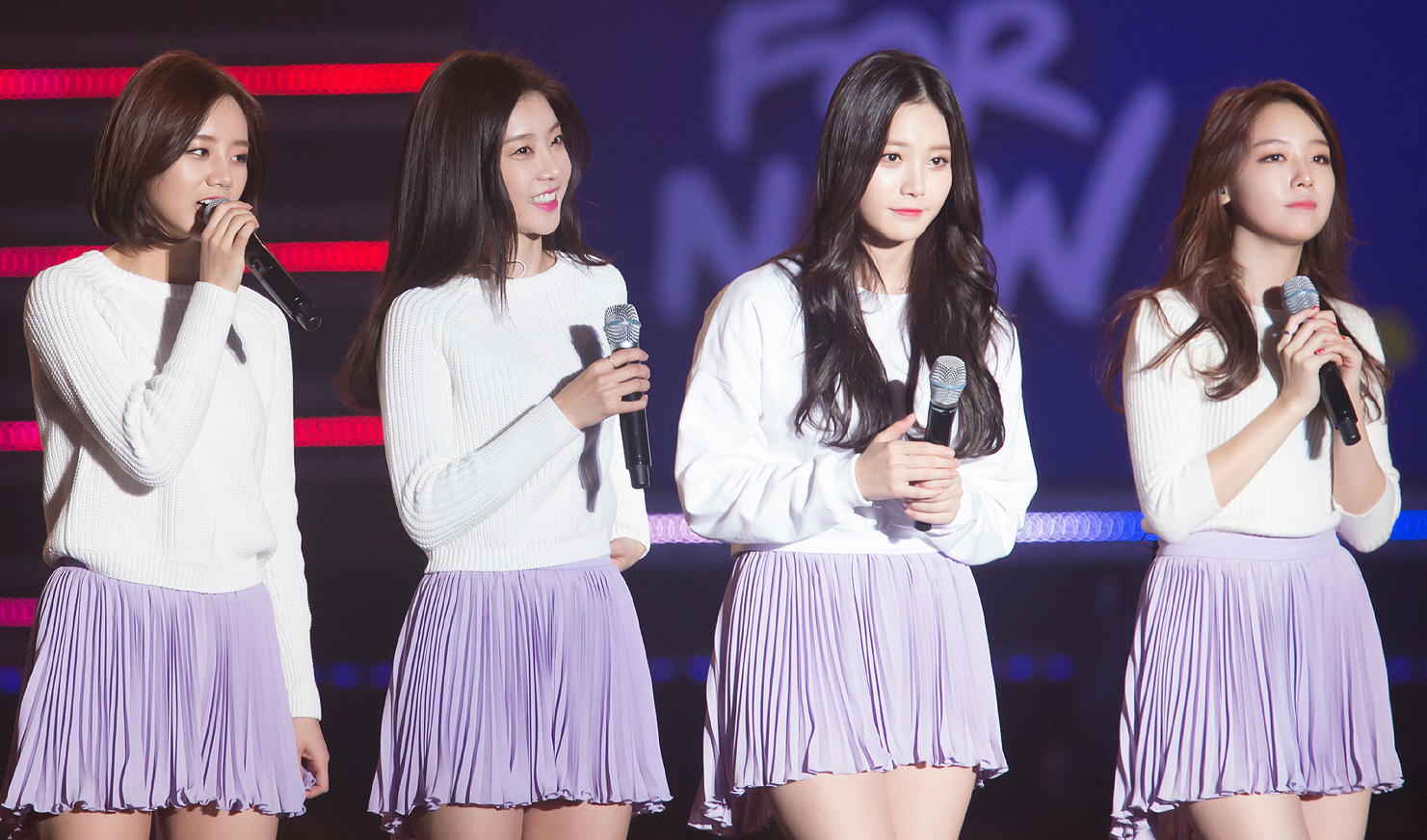
2014년 11월 16일 펩시콘서트 걸스데이

걸스데이는 2013년 12월 30일에 작곡가팀 이단옆차기가 프로듀싱한 EP앨범 《Everyday III》의 타이틀곡 〈Something〉 티저영상을 정오에 공개했다. Everyday III에는 〈G.D.P intro〉, 타이틀곡 〈Something〉, 〈휘파람〉, 〈Show You〉가 수록되어 있다. 12월 30일에는 멤버 소진의 티저이미지가 공개되었고, 12월 31일에는 혜리, 2014년 1월 1일에는 민아, 1월 2일에는 유라가 차례로 티저이미지를 공개했다. 2014년 1월 3일 정오에 음원과 뮤직비디오를 공개했다. 멜론에서 발매이후 실시간 차트 2위를 유지하다가 1위로 올라섰고 주간차트도 2주간 1위를 차지했다. 1월 8일 발매 이후 처음으로 《쇼 챔피언》에서 1위를 차지했고, 1월 11일 MBC 《쇼! 음악중심》과 1월 12일 SBS 《인기가요》에서도 1위를 차지했다. 이후 대부분의 가요 프로그램에서 1위 후보로 오르며, 음악 프로그램 6관왕을 차지하는 등 데뷔 이후 최고의 인기를 누렸다.
2014년 7월 9일 걸스데이는 《Everyday III》에 이어서 작곡가팀 이단옆차기가 프로듀싱한 EP앨범 《Everyday IV》을 발표했고 타이틀곡 〈Darling〉 티저영상을 정오에 공개했다. 2014년 7월 9일 걸스데이는 데뷔 4주년을 기념해 공식 트위터를 통해 팬들에게 감사 인사를 전했다. 7월 13일에는 유니클로 악스홀에서 열린 걸스데이의 데뷔 이후 첫번째 콘서트를 성황리에 마쳤고, 이 날 무대에서는 데뷔곡부터 걸스데이의 히트곡들과 신곡 〈Darling〉을 선공개 후 다음날 정오에 음원과 뮤직비디오를 공개했다. 특히 콘서트 수익금 전액을 걸스데이가 홍보대사로 활동중인 국제 아동보호 단체 플랜코리아에 전액 기부하면서 화제를 모았다. 하지만 콘서트 이후 수익이 나지 않는 공연을 기부라고 포장해 홍보한 것 아니냐는 일부의 주장에 드림티엔터테인먼트는 "수익금 모두를 기부하는 취지에는 변함이 없는데 이상한 논리를 앞세워 무늬만 기부콘서트라고 하는 것은 이해할 수 없다"고 입장을 밝히며 논란을 잠재웠다. 걸스데이는 앨범 발매 이후 7월 26일에 《쇼! 음악중심》에서 1위를 차지했고, 7월 27일 《인기가요》에서는 역대 최다 점수차로 1위를 차지했다. 또한 7월 30일 《쇼 챔피언》에서도 1위를 차지하는 등 〈Something〉에 이어 연이어 정상에 오르며 대세 걸 그룹의 입지를 굳혔다.

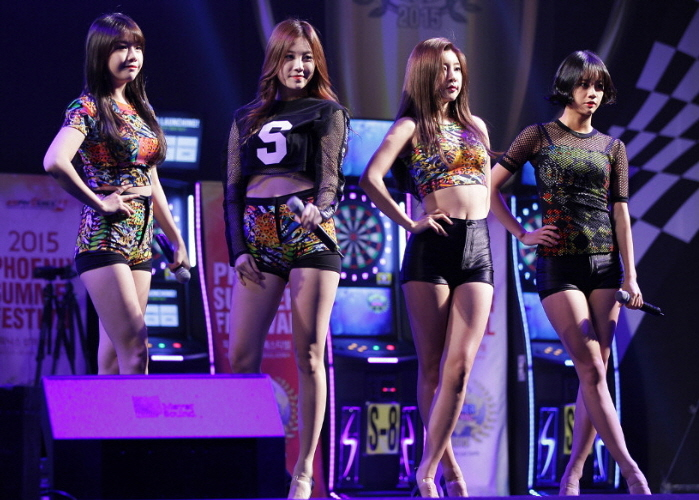
2015 피닉스 섬머 페스티벌에서 걸스데이

2015년 5월 12일 걸스데이는 미쟝센과 콜라보레이션으로 제작된 프로젝트 싱글 〈Hello Bubble〉을 공개했다. 2015년 7월 6일, 쇼케이스를 가지며 정규 2집 앨범 《LOVE》에서 타이틀곡 〈링마벨〉로 컴백했다. 〈링마벨〉은 좋아하는 남자를 만났을 때 떨리는 심장 소리를 벨 소리에 비유한 신나는 댄스곡이다. 2015년 7월 17일 KBS2 《뮤직뱅크》와 18일 MBC 《쇼! 음악중심》, 19일 SBS 《인기가요》에서 1위 후보에 올랐다. 7월 26일 공중파 음악방송을 끝으로 〈링마벨〉의 3주간 공식 활동을 마무리하고, 드라마와 영화, 예능, 음악 등으로 개별 활동을 시작한다.

### 2016년~2019년: 개별 활동 및 국내 컴백 및 잠정 활동 중단
2016년은 멤버들 각자 연기, 예능 등으로 개별 활동에 힘썼다.
2016년은 12월 중앙고속 걸스데이 전용 21석 프리미엄고속버스가 출시했다. 전좌석엔 안전벨트가 있다.
2017년 2월 V앱을 통해 멤버 혜리가 2년 6개월만에 국내 컴백을 준비 중에 있다고 밝힌 바 있다.
2017년 3월 27일 다섯 번째 미니 앨범 《GIRL`S DAY EVERYDAY #5》를 발매했다.
2019년 2월 리더 소진을 시작으로 멤버들의 해체후 계약이 만료된다. 민아, 유라가 차례대로 해체하며 배우전문 소속사로 이적을 하더니 마지막으로 남아있던 혜리가 2019년 4월 30일 크리에이티브 그룹 아이엔지라는 신생 기획사로 이적을 하게 되며. 걸스데이는 잠정 활동 중단 하였다.

## 이전 구성원
| 이름 | 소개 |
| ---- | --- |
| 소진 | - 본명: 박소진 (朴素珍) - 생년월일 : 1986년 5월 21일(38세) - 출생지 : 대한민국 대구광역시 - 학력 : 영남대학교 기계공학과 (휴학) - 포지션 : 리더, 리드보컬 - 활동기간 : 2010년 ~ 2019년                  |
| 유라 | - 본명 : 김아영 (金亞瑩) - 생년월일 : 1992년 11월 6일(32세) - 출생지 : 대한민국 울산광역시 북구 - 학력 : 동덕여자대학교 방송연예과 - 포지션 : 메인래퍼, 서브보컬, 메인댄서 - 활동기간 : 2010년 ~ 2019년 |
| 민아 | - 본명 : 방민아 (方珉雅) - 생년월일 : 1993년 5월 13일(31세) - 출생지 : 대한민국 인천광역시 계양구 - 학력 : 동덕여자대학교 방송연예과 - 포지션 : 메인보컬 - 활동기간 : 2010년 ~ 2019년                   |
| 혜리 | - 본명 : 이혜리 (李惠利) - 생년월일 : 1994년 6월 9일(30세) - 출생지 : 대한민국 경기도 광주시 곤지암읍 - 학력 : 건국대학교 연극영화학과 - 포지션 : 서브보컬, 리드댄서 - 활동기간 : 2010년 ~ 2019년       |
| 지선 | - 본명 : 황지선 - 생년월일 : 1989년 10월 17일(35세) - 출생지 : 대한민국 서울특별시 - 학력 : 극동정보대학 (휴학) - 특이사항 : 전 걸 그룹 샤플라로 활동 - 활동기간 : 2010년                               |
| 지인 | - 본명 : 이지인 - 생년월일 : 1992년 3월 13일(33세) - 출생지 : 대한민국 강원도 춘천시 - 학력 : 안양예술고등학교 연극영화과 (졸업) - 특이사항 : 현재 방송인으로 활동 - 활동기간 : 2010년                  |
| 지해 | - 이름 : 우지해 (禹智海) - 생년월일 : 1989년 5월 14일(35세) - 출생지 : 대한민국 충청남도 아산시 - 학력 : 성균관대학교 무용과(재학) - 특이사항 : 현재 배우로 활동 - 활동기간 : 2010년 ~ 2012년           |